# Haddenbach
Haddenbach ist ein Stadtteil von Remscheid, im Stadtbezirk Alt-Remscheid und im Norden der Stadt gelegen. Die Größe beträgt 145 Hektar. Haddenbach hat (2006) 3749 Einwohner. Diepmannsbach und Leyerbach vereinigen sich hier zum Morsbach.

Mundartlich „Horrenbeck“ genannt, dürfte der Name von „hor“ = Schlamm, Sumpf oder Modder abgeleitet sein, was auf einen sumpfigen oder schlammigen Bach schließen lässt. Alternativ könnte der Name auch auf einen Personennamen *Hōddo zurückzuführen sein. Auf 1217 datiert die erstmalige urkundliche Nennung als „Hoddinbegge“, 1312 als „Hoddenbecke“.

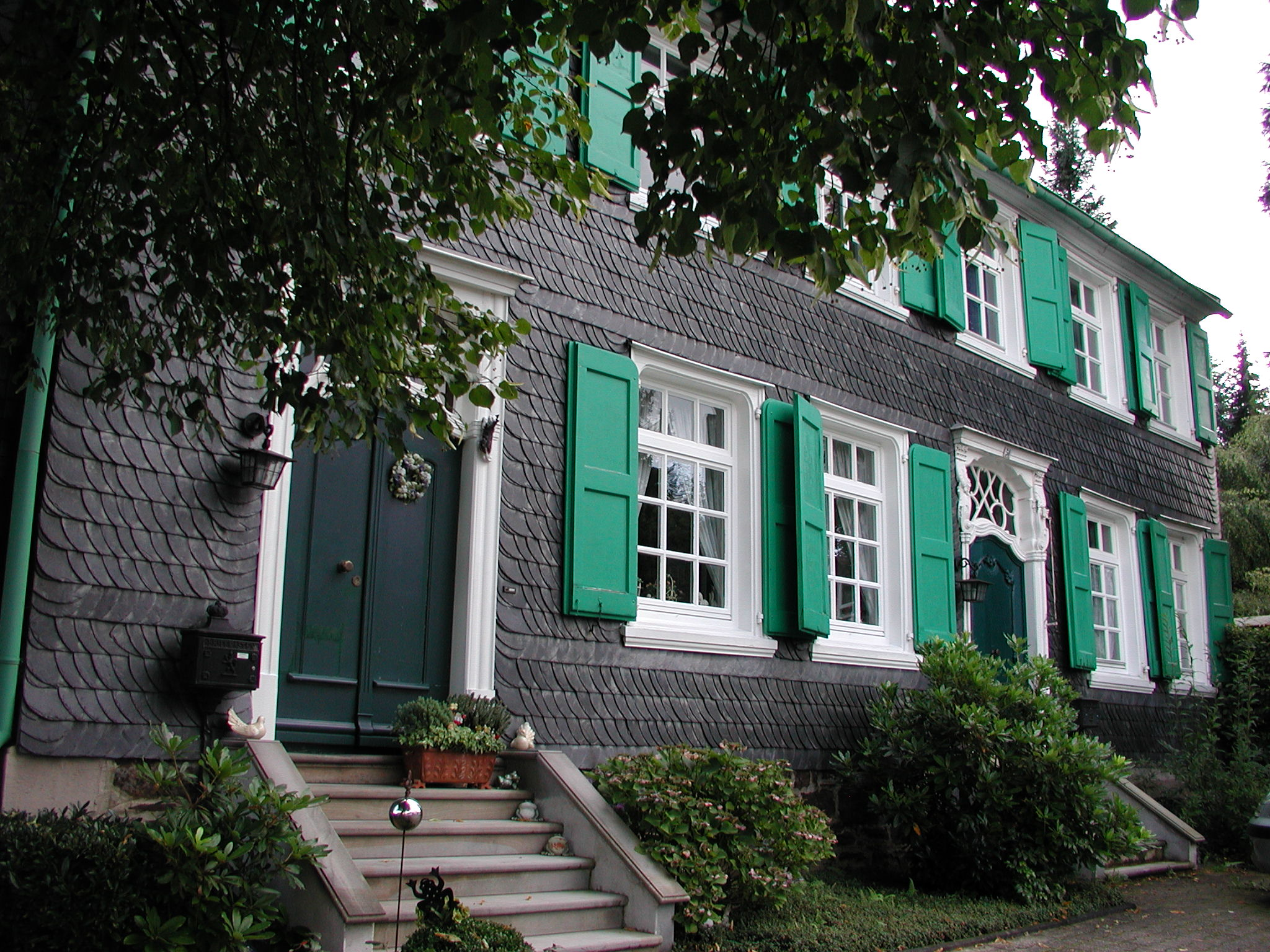
Altes Patrizierhaus in der Haddenbach

 Ebenso gehören im Laufe der Jahrhunderte die Bezeichnungen „Homcke“ und „Hormeckebech“ dazu.
Im Jahr 2015 stehen die Häuser Raspelweg Nr. 2 und 4 unter Denkmalschutz.
Schon seit Jahrhunderten ist hier eine Reihe von Industriebetrieben – vor allem aus dem Bereich der eisenverarbeitenden Industrie – ansässig, weil sich einst hier im Tal an den wasserreichen Bächen die Hammerschmiede niederließen. 1692 gab es dort zwei Hämmer. Stahlwerk, Nitierbetrieb, Hersteller von Werkzeugen und Präzisionseinrichtungen sowie eine Druckerei gehören (2015) zu den in der Haddenbach betriebenen Firmen. Ferner gibt es eine Poststelle, eine Bäckerei sowie Handwerksbetriebe. Durch das hohe Güteraufkommen war Haddenbach einst mit der Ronsdorf-Müngstener Eisenbahn an das überregionale Schienennetz angeschlossen. In der Haddenbach befand sich ein Haltepunkt mit Güterannahmebüro.
Im Jahr 1908 gründeten hier die lokalen Fußballbegeisterten den Ballspielverein 08 Haddenbach, dessen Heimplatz „Düppeler Schanze“ an der Düppelstraße lag. Der Name erinnerte an ein Schlachtfeld in Schleswig mit der Bezeichnung Düppeler Schanzen. Wegen des Mitgliederschwundes ging der Verein später durch Fusion in den Nachbarvereinen auf.
Über Jahrzehnte gab es die Freiwillige Feuerwehr Haddenbach, die das Feuerwehrhaus an der Ronsdorfer Straße hatte. Sie ging zusammen mit der Goldenberger und der Grunder Feuerwehr in die Freiwillige Feuerwehr Nord auf, die ihre Station an der Haddenbacher Straße nahe der Nüdelshalbach bekam.
Ein Obergraben des Morsbachs diente der Haddenbacher Jugend als Badeteich. Nach dem Zweiten Weltkrieg veranstalteten die Haddenbacher immer eine eigene Kirmes. Ebenfalls gibt es seit dem Jahr 1890 im Ortsteil den Haddenbacher Turnverein mit eigener Sportanlage sowie Turn- und Tennishalle.